# Teoría del microscopio
La teoría de Ernst Abbe permitió que antes de acabar el siglo XIX se alcanzaran los límites de resolución que son físicamente posibles con un microscopio óptico. El desarrollo durante el siglo XX se centró en nuevas técnicas de microscopía basadas en iluminar la muestra con otras técnicas en lugar de con luz visible.
Uno de los descubrimientos más importantes de Ernst Abbe fue demostrar que la resolución del microscopio óptico es proporcional a la longitud de onda de la luz. Gracias a este descubrimiento, Ernst Abbe pudo calcular que la mínima distancia que puede distinguirse en un microscopio óptico es de aproximadamente 0.25 micrómetros.
Por este motivo, si quiere construirse un microscopio capaz de distinguir distancias menores de 0.25 micrómetros, es necesario iluminar la muestra con señales de baja longitud de onda (rayos UV, rayos X o electrones).
- Datos: Q115798605